# Tôn Đức Thắng
Tôn Đức Thắng (20 august 1888 - 30 martie 1980) a fost al doilea și ultimul președinte al Vietnamului de Nord și primul președinte al Republicii Socialiste Vietnam sub Lê Duẩn. Biroul de președinte a fost ceremonial și Thắng nu a fost niciodată un factor de decizie politică important sau chiar membru al Biroului Politic, consiliul de guvernare din Vietnam. A fost președinte, inițial, al Vietnamului de Nord din 2 septembrie 1969 și mai târziu al Vietnamului unificat, până la moartea sa în 1980. A fost un naționalist vietnamez și un om politic comunist proeminent, a fost președinte al Comitetului permanent al Adunării Naționale din 1955 până în 1960 și a servit ca vicepreședinte pentru Ho Chi Minh din 1960 până în 1969. La momentul morții sale, la 91 de ani, era șeful de stat mai vechi cu titlul de „președinte” (depășit mai târziu de Hastings Banda).